# Annan Old Parish Church

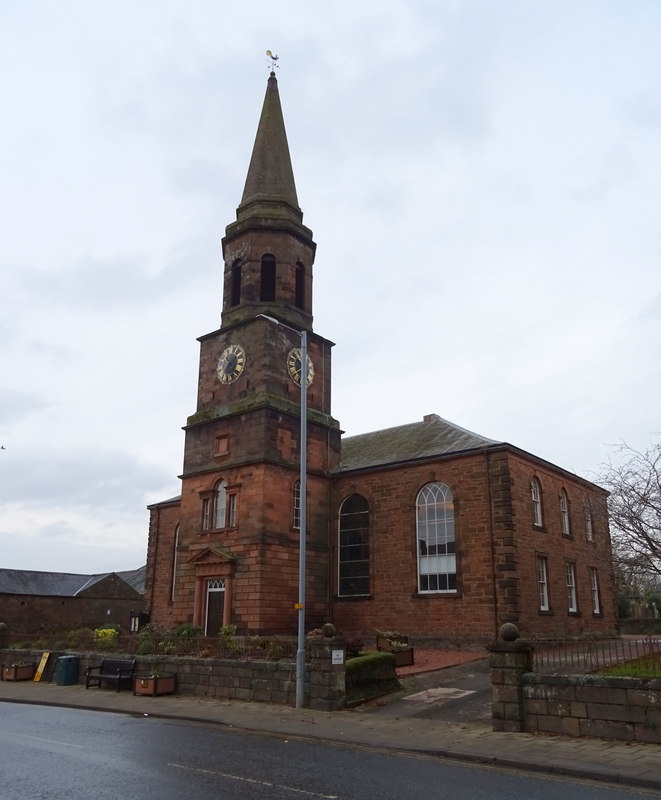
Annan Old Parish Church

Die Annan Old Parish Church ist ein Kirchengebäude der presbyterianischen Church of Scotland in der schottischen Kleinstadt Annan in der Council Area Dumfries and Galloway. 1971 wurde das Bauwerk in die schottischen Denkmallisten in der höchsten Denkmalkategorie A aufgenommen.

## Beschreibung
Die im Jahre 1789 erbaute Annan Old Parish Church steht an der Church Street im Zentrum von Annan. Das klassizistische Bauwerk weist einen länglichen Grundriss auf. Der symmetrisch aufgebauten, südexponierten Frontseite ist ein fünfstöckiger Glockenturm vorgelagert. Am Fuße des sich nach oben verjüngenden Turms befindet sich das Hauptportal. Dorische Säulen flankieren die mit Kämpferfenster abschließende Türe und tragen einen Dreiecksgiebel. Darüber ist ein Venezianisches Fenster eingelassen. Im vierten Geschoss sind allseitig Turmuhren installiert. Darüber verjüngt sich der Turm zu einem oktogonalen Segment mit Rundbogenfenstern. Der Turm schließt mit einem spitzen steinernen Helm mit Wetterfahne.
Jeweils zwei Rundbogenfenster flankieren den Turm. Die Gebäudeseiten sind drei Achsen weit. Ehemalige mittige Eingänge wurden zwischenzeitlich mit Mauerwerk verschlossen. Während ebenerdig längliche Fenster verbaut sind, beleuchten Rundbogenfenster die Galerie. Die Fassaden schließen mit Kranzgesimsen ab. Das Mauerwerk besteht aus Bruchstein, der grob zu Quadern behauen zu einem Schichtenmauerwerk verbaut wurde. Einfassung sind mit Naturstein abgesetzt während Ecksteine sowie das Mauerwerk im Eingangsbereich rustiziert sind. Das Gebäude schließt mit einem schiefergedeckten Walmdach.